# حكمة الغرب (كتاب)
كتاب حكمة الغرب عرض تاريخي للفلسفة الغربية في إطارها الاجتماعي والسياسي للكاتب والمفكر بيرتراند راسل والمترجم الدكتور فؤاد زكريا. صدر الكتاب في جزئين عن سلسلة عالم المعرفة، الجزء الأول \ الجزء الثاني.
يتحدث عن تاريخ الفلسفة الغربية منذ سقراط وحتى القرن العشرين ويمثل مضمونه نقطة الجذب الأولى في الاختيار. يوصف الكاتب بانه شيخ الفلاسفة في وقته.

## الطبعة الأولى
أُصدرت الطبعة الأولى للكتاب ضمن سلسلة عالم المعرفة أيضا في الاعداد 62  و 72  عام 1983 بناء عل الطلب المتزايد للكتاب (ضمن رسالة للقارئ في بداية الطبعة الثانية).
«إن ثَمةَ أسئلةً عديدة يتساءل عنها الناسُ الذين يُفكرون في وقتٍ أو آخر، ولا يستطيع العلمُ أن يُقدِّم إجابةً عنها. كما أن أولئك الذين يُحاولون أن يُفكروا في الأمور بأنفسهم لا يُمكنهم أن يكتفوا بالإجاباتِ الجاهزة التي يُقدِّمها إليهم العرَّافون. مثل هذه الأسئلةِ هي التي تَقعُ على عاتق الفلسفة مهمةُ استطلاعها، وأحيانًا التخلُّص منها.»

## محتوى الجزء الأول
يتكون الكتاب من عرض تاريخي للفلسفة الغربية في اطارها الاجتماعي والسياسي، وهو تقديم وتصدير و 5 فصول هي
1. قبل سقراط
2. اثينا
3. الهلينية
4. المسيحية المبكرة
5. الحركة المدرسية

## محتوى الجزء الثاني
الجزء الثاني المعنون ب الفلسفة الحديثة والمعاصرة وعي خمسة فصول:
1. نشأة الفلسفة الحديثة
2. التجريبية الإنجليزية
3. عصر التنوير والرومانتيكية
4. مدهب المنفعة والفلسفات المعاصرة
5. الفترة المعاصرة

والخاتمة اخيرا